# Hemignathus sagittirostris
Hemignathus sagittirostris là một loài chim trong họ Fringillidae.